# Varà verd
El varà verd (Varanus prasinus) és una espècie de sauròpsid (rèptil) escatós de la família dels varànids. És una curiosa espècie arborícola perquè els seus vius colors verds contrasten amb els de la resta d'espècies del seu gènere. Habita Nova Guinea i les illes de l'estret de Torres.